# Fernando Amilpa
Fernando Amilpa Rivera (Jojutla, Morelos, 30 de mayo de 1898-18 de enero de 1952) fue un político y líder sindical mexicano, miembro del Partido Revolucionario Institucional (PRI). Fue dos veces diputado federal y una senador, y ocupó de 1946 a 1950 la secretaría general de la Confederación de Trabajadores de México (CTM); como tal, fue integrante del grupo político que liderado por Fidel Velázquez, copó el poder en dicha central sindical y que fue conocido por el mote de «los cinco lobitos».

## Biografía
Originario de Jojutla, Morelos, donde hubo realizado sus estudios de primaria y secundaria. En 1915 combatió en la Revolución Mexicana, en las fuerzas de Emiliano Zapata en Morelos. Se desempeñó como chofer de camión del Departamento de Limpia del Departamento del Distrito Federal, donde comenzó su carrera como líder sindical.
Fue representante sindical ante el ayuntamiento de la Ciudad de México y en la Junta Federal de Conciliación y Arbitraje, integrante del Sindicato de Choferes del Departamento de Transportes del Distrito Federal, del que fue también secretario general, así como del Sindicato de Choferes de Autobús del Departamento del Distrito Federal.
Perteneció a la Confederación Regional Obrera Mexicana (CROM) hasta romper con el líder de dicha organización, Luis N. Morones, junto con Fidel Velázquez, Alfonso Sánchez Madariaga, Jesús Yurén Aguilar y Luis Quintero, quienes formato el grupo denominado «los cinco lobitos» en 1929. Los cinco, en unión a Vicente Lombardo Toledano fundaron a la Confederación de Trabajadores de México en 1936. Fernando Amilpa fue el tercer secretario general de dicha central, elegido para el periodo de 1947 a 1950 tras Lombardo Toledano y Fidel Velázquez; Velázquez sería nuevamente elegido como su sucesor en 1950 y sería sucesivamente reelegido en el cargo hasta su muerte en 1997.
Fue elegido en primera ocasión al cargo de diputado federal, en representación del Distrito 7 del Distrito Federal en la XXXVII Legislatura de 1937 a 1940 y en donde fue vicepresidente y secretario de la Gran Comisión. En 1940 fue elegido senador en segunda fórmula por el estado de Morelos, para las Legislaturas XXXVIII y XXXIX de dicho año al de 1946; y finalmente por segunda ocasión diputado federal, en esta ocasión por el Distrito 8 del Distrito Federal a la XL Legislatura de 1946 a 1949, en la que fue integrante de las comisiones de Trabajo; y, de Vías Generales de Comunicación; así como presidente de la Cámara en noviembre de 1948. En 1945 había buscando la candidatura del PRI a Gobernador de Morelos, pero fue obtenida por Ernesto Escobar Muñoz.